# Alexandru Călinescu (sculptor)
Alexandru Călinescu (n. 18 mai 1889, Râmnicu Vâlcea, România – d. 3 februarie 1978, București, România) a fost un sculptor român.

## STUDII
- 1962 – Absolvent al Academiei de Arta Bucuresti.

## ACTIVITATE PROFESIONALA
- 1968 – Devine membru al Uniuni Artistilor Plastici din Romania.
- 1968 – Devine membru a Asociatiei Internationale a Artistilor Plastici A.I.A.P. afiliata la UNESCO.
- 1976 – Mentionat in dictionarul Artistilor Romani contemporani.
- 1983 – 1985 Bursa-atelier la “Cité internationale des Arts” – Paris.
- 1984 – Mentionat in “Arts Diary” – The world’s Arts Directory.
- 1985 – Membru al Solidaritatii Culturale Fraceze.
- 1985 – Mentionat in “Istoria soc. artistilor Independenti” – Paris.
- 1987 – Mentionat in Anuarul International a Artistilor Plastici, editat de UNESCO – Paris
- 1988 – Mentionat in “Oficialul Artelor” publicat sub patronajul Consiliului National Francez al Artelor Plastice.
- 1989 – Mentionat in “Allgemeines Lexikon der Bildenden Kunstler”leipzig – Germania.
- 1990 – 1991 Bursa – atelier a orasului Manheim – Germania.
- 1991 – Membru de onoare al Academiei de Arta – Madrid.

## EXPOZITII PERSONALE
- 1968 – 1971 – 1974 – 1982 – 1993 la galeria “Simeza” – Bucuresti.
- 1970 – Galeria de arta moderna “Gaeta” -Italia.
- 1984 – Cité Internationale des Arts Paris – Franta.
- 1984 – Galeria Municipala Elancourt – Franta.
- 1985 – Galeria “Nora” Heilbron – Germania.
- 1985 – Dresdenner Bank – Vinnenden – Germania.
- 1985 – Société Française de Production Paris.
- 1989 – Centrul Cultural Roman – Paris.
- 1991 – Kuturzentum Mannheim – Germania.
- 2016 –  Academia Romana.

Participa la toate saloanele oficiale; la expozitiile de grup in tara si strainatate, la expozitiile de sculptura de mic format organizate de Uniunea Artistilor Plastici din Romania

## EXPOZITII COLECTIVE
- 1970 – Bienala Internationala de Sculptura “Fundatia Pagani”.
- 1971 – Salonul tinerei sculpturi – Paris – Franta.
- 1981 – Expozitia intineranta in tarile scandinave.
- 1983 – Editia aVI-a a Bienalei Internationale de Sculptura – Ravena – Italia.
- 1984 – Salonul Independent Grand Palais – Paris.
- 1984 – Salonul Saint-Cloud – Franta.
- 1984 – Salonul Tinerei Picturi Grand Palais – Paris.
- 1984 – Omagiu lui Balzac – Galerie Sculptures – Paris.
- 1984 – Expozitia Internationala organizata de Cité Internationale des Artes – Paris.
- 1984 – Arta Contemporana – Chateau Puyguilhem – Franta.
- 1985 – Centru International de Arta Contemporana – salonul Natiunilor – Paris.
- 1985 – Expozitia de arta contemporana romaneasca – Stuttgart – Germania.
- 1985 – A II-a Expozitie Internationala de Sculptura Mica – Fundatia Pagani – Milano – Italia.
- 1985 – A X-a Bienala Internationala de la Cannes – Franta.
- 1985 – A II-a Bienala Internationala France-Expo Deauville – Franta.
- 1985 – Al XV-lea Salon International organizat de fundatia “Michelangelo” Corsica.
- 1985 – Expozitia Internationala de Arta Contemporana Cité Internationale des Arts Paris.
- 1986 – Al XV-lea salon International de Arta Contemporana de la Nisa – Franta.
- 1987 – Expozitia Internationala de Sculptura Centrul Olimpic – Seoul Coreea de Sud.
- 1990 – Expozitia de Arta Contemporana “Arcrea 90” Fundatia Henry Crews – Franta.
- 1990 – Salonul International al Sculpturii Contemporane Paris.
- 1991 – Expo la Centrul Cultural al Orasului Madrid.
- 1992 – Expo de Arta Contemporana Romaneasca Barcelona – Spania.
- 1992 – Salonul de Sculptura Mica Hallein – Austria.
- 1998 – Expo “Dante in Romania” Sala Apolo – Bucuresti – Romania.
- 2007 – Salonul de sculptura mica – galeria Apolo.
- 2008 – Salonul artelor vizuale – Muzeul de Arta Moderna – Galati.

## SIMPOZIOANE INTERNATIONALE
- 1983 – Simpozion International de Sculptura Hoyersverda – Germania.
- 1984 – Simpozion International de Sculptura Carrara – Italia.
- 1984 – Simpozion International de Sculptura Fanano – Italia.
- 1985 – Simpozion International de Sculptura Lindabrunn – Austria
- 1986 – Simpozion International de Sculptura Como – Italia.
- 1986 – Simpozion International de Sculptura Aubagne – Franta.
- 1987 – Primul Simpozion International Seoul-Jocurile Olimpice 1988-Coreea de Sud.
- 1989 – Simpozionul International de Sculptura de la Digne – les – Baigns Franta.
- 1990 – Simpozionul International de Sculptura Oloron – Franta.
- 1991 – Simpozionul International de Sculptura “Madrid – Capitala Europeana a Culturii 1992.
- 1992 – Simpozionul International Adnet (Salzburg) – Austria.
- 1995 – Simpozionul International Maalot – Israel
- 2000 – Simpozionul International de sculptura Plovdiv – Bulgaria.
- 2000 – Simpozionul International de sculptura Ilidentci – Bulgaria.
- 2001 – Simpozionul International de sculptura Carrara – Italia.
- 2002 – Simpozionul International de sculptura Donnersberg – Germania.
- 2007 – Simpozionul International de sculptura St. Blasien – Germania.
- 2008 – Simpozionul International de sculptura Verona – Italia.
- 2015 – Santo Tirso Portugalia.

## SIMPOZIOANE IN ROMANIA
- 1978 – Arcus – Covasna.
- 1979 – Magura – Buzau.
- 1980 – Hobita – Tg. Jiu.
- 1981 – Braila.
- 1982 – Saliste – Sibiu.
- 1985 – Tescani – Bacau.
- 1992 – Sibiu.
- 2008 – Blaj – jud. Alba.
- 2008 -Negresti – Oas. Operele artistului figureaza in diferite muzee si colectii private din Romania, Belgia Austria, Bulgaria, Franta, Italia, Polonia, Germania, Suedia, Cehoslovacia, Turcia, Canada, Statele Unite, Coreea de Sud, Spania.
- 1984 – Achizitii ale Ministerului Culturii Franceze pentru Fondul National de Arta Contemporana.
- 1984 – Achizitii ale Muzeului de Arta Moderna – Fundatia Pagani Milano – Italia.
- 1998 – Achizitie a Ministerului Culturii – Romania.
- 2007 – Achizitie a Ministerului Culturii – Romania.

## DISTINCȚII
- 1983 – Diploma de onoare la a VI-a Bienala Internațională de Sculptură Ravena – Italia.
- 1985 – A III- lea premiu pentru sculptură la Bienala Internațională “France-expo – Deauville”.
- 1985 – Mențiunea specială a juriului la a X- a Bienală Internațională Cannes – Franța.
- 1985 – Medalia de aur a Federației Naționale a Culturii Franceze.
- 1985 – Premiul de sculptură la a XV-lea Salon Internațional al Fundației Michelangello – Corsica.
- 1985 – Crucea de Argint pentru merit și devotament francez.
- 1996 – Premiul pentru sculptură la “Grand Prix” – Nisa.
- 1996 – Diploma de onoare a primului Festival Internațional de Sculptură Aubagne – Franța.
- 1986 – Premiul I pentru sculptură la simpozionul Internațional de la Pognana Lario (Como) – Italia.
- 1991 – Premiul Uniunii Artiștilor Plastici din România pentru sculptură monumentală.
- 1992 -Premiul colectiv – sculptură ambientală – acordat de Uniunea Artiștilor Plastici din România.
- 2000 – Ordinul național pentru merit în grad de comandor conferit prin decret prezidențial.
- 2001 – Premiul III la salonul de artă „Milenium” – București.
- 2012 – Premiul Academiei Române pentru întreaga creație.

## Biografie
Între 1909 și 1914 a studiat la Școala de Belle Arte din București, având ca profesori pe Wladimir Hegel și Dimitrie Paciurea. A continuat studiile la  École Nationale des Beaux-Arts (Școala Superioară de Arte Frumoase) din Paris, din 1912, avându-l ca profesor pe maestrul Antonin Mercié (1845-1916), cu care învățase și Constantin Brâncuși. Începerea Primului Război Mondial, îl obligă să se întoarcă în România, unde se raliază la principiile Tinerimii Artistice și la cele ale Cenaclului Idealist.

### Anii Primului Război Mondial
În anii războiului a fost mobilizat și a fost integrat în grupul artiștilor plastici trimiși să se documenteze pe front pentru a cunoaște realitățile Războiului de Întregire. La 24 ianuarie 1918, a expus la Iași în cadrul Expoziției organizate de Marele Cartier General al Armatei Române.

### După Primul Război Mondial
După război a primit o bursă și s-a întors la Paris, unde a studiat cu Jean Boucher (1870–1939), între 1923 și 1925. În această perioadă, a participat la Salonul Artiștilor Francezi, la Salonul de Toamnă, în 1925 la Expoziția de Arte Decorative de la Paris, și la Expoziția Internațională de la Barcelona, unde a primit Marele Premiu pentru lucrarea Cap antic.
În 1928 a revenit definitiv în țară, unde a obținut postul de profesor la catedra de modelaj în cadrul Școlii Superioare de Arhitectură, activând ca dascăl până în 1963. În paralel, a continuat să creeze, prezentându-și lucrările în expoziții personale, în 1930 și 1931 la Ateneul Român, apoi în 1936 și 1943 la Sala Dalles.
Alexandru Călinescu a realizat cele două altoreliefuri de bronz, de pe fațada sudică a Arcului de Triumf din București, care îi reprezintă pe Regele Ferdinand și Regina Maria.
Lucrări ale sale sunt expuse în muzee din România: Muzeul Militar Național, Muzeul Municipal, Muzeul Teatrului Național, Muzeul Zambaccian din București, Muzeul de Artă din Tulcea, Muzeul de Artă din Ploiești, Muzeul de Artă din Tulcea, Muzeul de artă din Constanța.
Lucrări în colecții particulare din Anglia, Franța, România, SUA.

## Sculpturi
- Basorelief în cimitirul din Focșani, 1939. Monument istoric cu cod LMI VN-IV-m-B-06595[10]
- Bustul lui Duiliu Zamfirescu, amplasat în Rotonda scriitorilor din Parcul Cișmigiu din București[11], realizat în 1943 din marmură de Rușchița, cod LMI B-III-m-B-20043[12]
- ·       Interferențe ·       Orizont vertical  ·       Ana  ·       Evadare  ·       Templu recursiv/ Templu care naște templu, care naște templu care naște templu, care naște Templu care naște templu, care naște templu   ·       Deschidere  ·       Drum  ·       Oglinda cerului  ·       Cascadă  ·       Deschidere varianta ecologică  ·       Trecere  ·       Pat nupțial  ·       Trecerea albastră  ·       Strană  ·       Linia albastră  ·       Domnesc pentru mărul de Aur

## Distincții
- Ordinul Muncii clasa a III-a (1 octombrie 1957) „pentru merite deosebite în activitatea artistică”[13]
- titlul de „Profesor Emerit al Republicii Populare Romîne” (5 noiembrie 1962) „pentru activitatea îndelungată, contribuție în dezvoltarea științei și merite deosebite în dezvoltarea învățămîntului superior”[14]
- Ordinul „Meritul Cultural” clasa a IV-a (1968) „pentru activitate deosebită în domeniul artelor plastice”[15]

## Literatură
- Paul Rezeanu: Artele plastice în Oltenia, Editura Scrisul Românesc, Craiova, 1980;
- Florica Cruceru, Adina Nanu: Alexandru Călinescu (monografie), Editura Meridiane, 1988;
- Petre Oprea: Artiști participanți la expozițiile Societății Tinerimea Artistică, Editura Maiko, București, 2006;
- Paul Rezeanu: Sculptori puțin cunoscuți, Editura Alma, Craiova, 2007.

## Identitate
A nu se confunda cu sculptorul Alexandru Călinescu-Arghira (n. 23.05.1935, București – d. 28.12.2018).